# Argyroeides affinis
Argyroeides affinis är en fjärilsart som beskrevs av Rothschild 1911. Argyroeides affinis ingår i släktet Argyroeides och familjen björnspinnare. Inga underarter finns listade i Catalogue of Life.